# TORA TORA TORA
「TORA TORA TORA」（トラ・トラ・トラ）は、MAXの3枚目のシングルである。1996年2月21日発売。

## 概要
- 表題曲「TORA TORA TORA」は、Dominoの同名同曲（「Tora Tora Tora」）のカバー。
- カップリング曲「SO MUCH IN LOVE」は、Queen Of Timesの同名同曲（「So Much In Love」）のカバー。
- チャート順位・売上共に前作を大きく上回り、MAXを世に知らしめた楽曲。メディアでのMAX紹介時等で代表曲の中に数えられる。
- 1996年3月1日ミュージックステーションに初出演。
- プロモーション用に制作された非売品のアナログ盤にCD未発売のリミックス「TORA TORA TORA (RANDOMIZER MIX)」が収録されている。
- 28thシングル「ニライカナイ」のカップリング曲として、デビュー10周年を記念したセルフカバー「TORA TORA TORA 2005」が収録されている。
- カバーアルバム「BE MAX」のCDのみにはボーナストラックとして「TORA TORA TORA (15th Anniversary Mix)」が収録されている。「TORA TORA TORA (2010 YEAR OF THE TIGER REMIX)」のエクステンデッド・バージョン。
- 33rdシングル「Tacata'」の3曲目に「TORA TORA TORA -world's end dance floor remix- 」が収録されている。
- 前作・前々作が順位・売上共に芳しくなかったことから、「TORA TORA TORA」を事実上のデビュー曲と主張していた時期がある。（音楽番組『HEY!HEY!HEY! MUSIC CHAMP』に初出演（2月19日）の際には、「一応これが3曲目です」と注釈を付けている。）
- この曲を発売する前、所属事務所の社長から、「この曲が売れなかったら沖縄に帰す。これが最後のチャンスだ」と言われた経緯もある[1]。

## 収録曲
全曲 作詞：鈴木計見 / 作曲：TIGER BOYS 
1. TORA TORA TORA
編曲：TIGER BOYS
2. SO MUCH IN LOVE
編曲：星野靖彦
3. TORA TORA TORA (ORIGINAL KARAOKE)
4. SO MUCH IN LOVE (ORIGINAL KARAOKE)

## タイアップ
TORA TORA TORA
- テレビ朝日系「ぱふぉぱふぉ」オープニングテーマ

## 収録アルバム
TORA TORA TORA
- MAXIMUM (#3)
- MAXIMUM COLLECTION (Disc-1 #1)
- PRECIOUS COLLECTION 1995-2002 (Disc-1 #3)
- MAXIMUM PERFECT BEST (Disc-2 #1)
- NEW EDITION 〜MAXIMUM HITS〜 (#9, DJ PLANET MIX)
- BE MAX (#15, 15th Anniversary Mix)
- NEW EDITION II 〜MAXIMUM HITS〜 (#4, 2019 Mix)
- 寅 寅 寅（「TORA TORA TORA」のオリジナルバージョンと過去に発表されたリミックスバージョンを収録した配信限定ミニアルバム。）

SO MUCH IN LOVE
- MAXIMUM (#4)